# Tetrastichus cydoniae
Tetrastichus cydoniae är en stekelart som beskrevs av Jean Risbec 1951. Tetrastichus cydoniae ingår i släktet Tetrastichus och familjen finglanssteklar. Inga underarter finns listade i Catalogue of Life.